# Arpajon-sur-Cère
Arpajon-sur-Cère ist eine französische Gemeinde mit 6.363 Einwohnern (Stand 1. Januar 2022) im Département Cantal in der Region Auvergne-Rhône-Alpes; sie gehört administrativ zum Arrondissement Aurillac.

## Geographie
Die Gemeinde liegt im Ballungsraum südöstlich der Arrondissementhauptstadt Aurillac und wird vom Fluss Cère durchquert, in den hier unter anderen die Flüsschen Mamou und Jordanne einmünden. Durch die Stadt verläuft die ehemalige Route nationale 120.
Nachbargemeinden von Arpajon-sur-Cère sind:
- Aurillac im Nordwesten und Norden,
- Giou-de-Mamou im Nordosten,
- Vézac im Osten,
- Labrousse im Südosten
- Prunet im Süden,
- Roannes-Saint-Mary im Südwesten und
- Ytrac im Westen.

## Bevölkerungsentwicklung
| Jahr                       | 1962 | 1968 | 1975 | 1982 | 1990 | 1999 | 2006 | 2016 |
| Einwohner                  | 3071 | 3277 | 4260 | 4866 | 5296 | 5545 | 5835 | 6263 |
| Quellen: Cassini und INSEE |      |      |      |      |      |      |      |      |

## Sehenswürdigkeiten
- Schloss Conros, Anlage mit Wurzeln im 13. Jahrhundert, Monument historique

Quelle:

## Persönlichkeiten
- Louis Laparra de Fieux (1651–1706), französischer Generalleutnant
- Édouard Jean-Baptiste Milhaud (1766–1833), französischer General

## Städtepartnerschaften
- Bocholt, Deutschland (seit 1972)
- Bassetlaw, Großbritannien (seit 10. April 1980)